# Trailer Park Boys
Trailer Park Boys ist eine kanadische Comedy-Fernsehserie, in welcher der fiktive Alltag einiger Trailer-Park-Bewohner im Stil einer Dokumentation gezeigt wird. Sie gehört somit zum Genre der Mockumentary.
Die Fernsehserie spielt in einer Wohnwagensiedlung in Dartmouth (Nova Scotia), Kanada. Gedreht wurde die Serie ebenfalls in der Region Halifax.
Ab dem 15. Januar 2007 wurde die Serie auch in Deutschland bei Comedy Central in deutscher Synchronisation ausgestrahlt. Seit Juni 2007 überträgt Comedy Central die Serie nicht mehr. 2006, 2009 und 2014 wurden in Kanada Kinofilme veröffentlicht. Seit 2014 wird die reguläre Serie fortgesetzt, da sich Netflix die Rechte erkaufte. Die achte Staffel erschien im Herbst 2014 über Netflix. Die zwölfte Staffel erschien am 30. März 2018 ebenfalls auf Netflix.

## Handlung
Die Serie zeigt das Leben der Bewohner des fiktiven Sunnyvale Trailer Parks in Kanada. Hauptcharaktere sind unter anderen Julian, Ricky und Bubbles, die als enge Freunde dargestellt werden. Sie sind wie eine Familie füreinander und können immer aufeinander zählen. Julian und Ricky kommen am Ende des Pilotfilms ins Gefängnis, und die erste Staffel beginnt mit ihrem letzten Tag in Gefangenschaft und ihrer Entlassung. Eine wichtige Komponente in der Serie sind die Beziehungen zwischen den Charakteren, das alltägliche Chaos im Trailer Park und die Verkettung der Umstände. Julian und Ricky versuchen meist, schnell viel Geld zu machen, was oft auf illegale Beschäftigungen hinausläuft. Sie und/oder andere Charaktere landen am Ende der meisten Staffeln in unterschiedlichen Konstellationen im Gefängnis. In diesem Fall beginnt die nächste Staffel mit der Entlassung der betreffenden Charaktere aus der Gefangenschaft. Freundschaft und Zusammenhalt sind ein wichtiges Thema der Serie und lassen die Figuren trotz ihrer kriminellen Aktivitäten sympathisch für den Zuschauer erscheinen.

## Charaktere

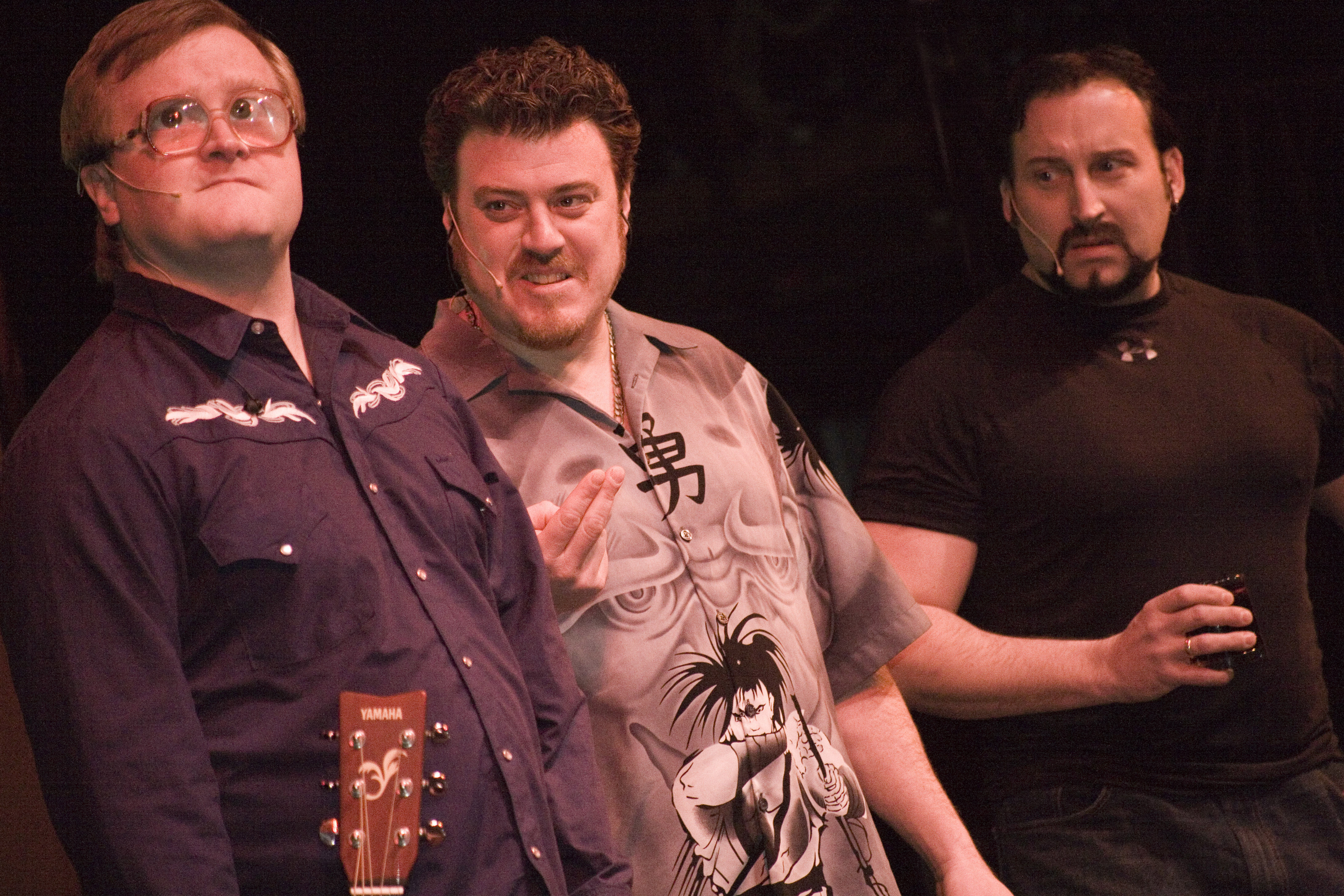
Bubbles, Ricky und Julian, April 2009.

### Julian
Im Pilotfilm wird angedeutet, dass Julian das Dokumentarfilmteam, das in den frühen Staffeln gelegentlich vor der Kamera aktiv wird, engagiert hat, um sein Leben als Lehre für andere Menschen zu verfilmen. Der Grund für diese Entscheidung ist die Prophezeiung eines Telefonwahrsagers, er müsse bald sterben. Julian ist bekannt für seine illegalen oder halblegalen Pläne, um schnell an Geld zu kommen. Wenn er Geld hat, sorgt er dafür, dass seine Freunde ein besseres Leben führen können. Vor allem Bubbles liegt ihm am Herzen. Zu Julians Markenzeichen gehören ein dunkler Kleidungsstil, enge T-Shirts, sein muskulöser Körperbau und ein Glas mit Rum Cola (später Whisky Cola), das er auch bei Autofahrten oder Schießereien in der Hand hält. Wenn seine Freunde hysterisch werden, was häufig passiert, bewahrt er meist die Ruhe. Julian hat nicht nur bei Frauen Erfolg, sondern wird immer wieder auch von Supervisor Jim Lahey, der ihn „My sexy Julian“ oder „Sexian“ nennt, angehimmelt.

### Ricky LaFleur
Ricky und Julian kennen sich seit der Kindheit. Ricky wird im Pilotfilm von Julian als sein „Partner“ bezeichnet. Die beiden töten Haustiere auf Verlangen und gegen Bezahlung. Dieses Geschäft und eine damit verbundene Schießerei sind der Grund für ihre Inhaftierung am Ende des Pilotfilms. In der Serie üben sie dieses „Geschäft“ nicht mehr aus, sondern verdienen ihr Geld mit Anbau und Verkauf von Marihuana. Ricky hat ein Talent für Autoreparaturen, Marihuanaanbau und das Herausreden aus heiklen Situationen mit Autoritätspersonen. Er hat ein Aggressionsproblem, flucht sehr viel und bringt sich selbst und andere durch seine undiplomatische Art in Schwierigkeiten. Er sagt, was er denkt, doch fehlt ihm der Wortschatz. Fans der Serie nennen seine auf sprachlicher Unkenntnis basierenden Wortneuschöpfungen „Rickyisms“.

### Bubbles
Bubbles ist der Freund von Julian und Ricky. Auffällig ist seine unsichere, stimmbrüchige Sprechweise und die Brille mit den stark vergrößernden Gläsern. Bubbles wurde im Kindesalter von seinen Eltern verlassen. Er hat ein großes Herz und schlichtet oftmals einen Streit zwischen Ricky und Julian. Er ist Fan der kanadischen Rockband Rush. Sein Einkommen erzielt er, wenn er nicht gerade illegalen Aktivitäten mit seinen Freunden nachgeht, mit dem Reparieren und Verkaufen von Einkaufswagen. Bubbles mag zudem Katzen, die er mütterlich mit Essen versorgt. Er lebt bevorzugt in häuslich eingerichteten Gartenhütten. Seine erste Hütte brennt mit seiner ganzen persönlichen Habe durch einen Fehler Rickys ab. Bubbles ist die gute Seele der Jungs und im ganzen Trailer Park geachtet und beliebt. In seiner Kindheit bastelte er sich ein Alter Ego in Form einer Handpuppe, welche den Namen „Conky“ trägt. In manchen Folgen führt Bubbles diese Puppe mit sich, was ihn schizophren wirken lässt. Auf mentaler Ebene transportiert Bubbles mit Conky jedoch unterdrückte Gefühle der Wut, welche seinem eigentlichen, friedlichen Naturell entgegenstehen. Diese Wut entlädt sich vor allem gegenüber Ricky, dessen impulsive Dummheiten immer wieder für Konflikte mit dem Gesetz sorgen.

### Ray
Ray tritt bis Staffel 11 als Rickys Vater auf und besitzt einen eigenen Trailer im Park. In Staffel 11 stellte sich bei einem Vaterschaftstest heraus, dass Ray überhaupt nicht Rickys Vater ist. Er täuscht gegenüber der Öffentlichkeit eine Behinderung vor, um als Rollstuhlfahrer Frührente vom Staat zu kassieren. Als er jedoch in einem von J-Rocs Pornofilmen mitwirkt, fliegt sein Schwindel auf, da er dabei beobachtet und der Versicherung gemeldet wird. Dies hat einen Gefängnisaufenthalt zur Folge. Durch eine Unachtsamkeit von Ricky brennt sein Trailer nieder und er muss eine Zeit lang in der ausgebauten Schlafkabine eines Trucks wohnen. Er ist starker Trinker und spielsüchtig. In seiner Zeit als Trucker hat er sich angewöhnt, in Plastikbehälter zu urinieren. Die vollen Kanister verteilt er quer über das umliegende Areal.

### James „Jim“ Lahey
Jim Lahey ist ein ehemaliger Polizeibeamter und lange Zeit der Aufseher des Trailer Parks. Erst spät erfährt er, dass er seinen Job bei der Polizei 1977 wegen eines Halloween-Streichs von Julian, Ricky und Bubbles verloren hat. Lahey hat ein starkes Alkoholproblem. Zusammen mit Randy versucht er, die Jungs an ihren kriminellen Aktivitäten zu hindern und sie hinter Gitter zu bringen. Diese Versuche scheitern jedoch meistens aufgrund des Mangels an Beweisen oder weil er zu betrunken ist, um effektiv zu handeln. Er und Randy sind bisexuell und führen eine homosexuelle Beziehung. Randy nennt ihn trotzdem stets „Mr. Lahey“. Meistens trägt er Khaki-Kleidung und eine Sonnenbrille. Niemand nimmt ihn ernst. Er ist Spott und Schikanen, vor allem durch Ricky, aber auch durch seine Ex-Frau Barbara, ausgesetzt. In den späteren Staffeln wird Lahey als Aufseher ersetzt, da er in Rente gegangen ist und weiter seiner Alkoholsucht frönt.

### Randy
Randy ist der Trailer-Park-Aufseher-Assistent. Da er sich ausschließlich von Cheeseburgern ernährt, ist er stark adipös. Früher hat er sich unter dem Namen „Smokey“ prostituiert, um seine Cheeseburgersucht zu finanzieren. Randy ist nicht besonders intelligent, aber unterstützt Mr. Lahey in seinem Vorhaben, den Jungs das Handwerk zu legen. Er ist beiden Geschlechtern sexuell zugetan, was sich in  späteren Staffeln auch in einer Dreiecksbeziehung zwischen ihm, Barbara und Jim (Lahey) niederschlägt. Er und Lahey haben eine homosexuelle Beziehung. Nach einer Trennung beginnt Randy eine Affäre mit Lucy, aus der eine Schwangerschaft hervorgeht. Randy trägt wegen einer Allergie grundsätzlich nie ein Shirt, sondern nur Schuhe und eine weiße Hose, die er auszieht, wenn er sich prügeln will, um sie zu schonen. Sein echter Nachname bleibt unbekannt, scherzhaft wird er aber manchmal „Randy Bo-Bandy“ genannt.

### Lucy
Lucy ist die Freundin von Ricky und Mutter der gemeinsamen Tochter Trinity. Da Ricky zu oft im Knast sitzt, um für sie und das Kind zu sorgen, bestreitet Lucy ihren Lebensunterhalt zusammen mit ihrer Freundin Sarah mit einem Kosmetiksalon. In Jugendjahren hat sie lesbische Erfahrungen mit Sarah gehabt. Die „On-and-Off-Beziehung“ zu Ricky verläuft turbulent. Während eines Gefängnisaufenthaltes von Ricky wird Lucy von Randy schwanger. Auch mit Julian hat sie sexuelle Erfahrungen gehabt, woran sich aber beide nicht mehr richtig erinnern können, weil sie zu betrunken waren. Zeitweise entsteht der Eindruck, dass Trinity möglicherweise Julians leibliche Tochter sei. Lucy ist stets darauf bedacht, eine gute Mutter zu sein und ihrer Tochter eine richtige Familie bieten zu können. Man sieht sie nur selten ohne Zigarette.

### Barbara „Barb“ Lahey
Barbara Lahey ist die Besitzerin des Trailerparks und die Ex-Frau von Jim Lahey. Sie war auch schon mit Ricky liiert. Ihr sexueller Appetit ist stark, ihre Auswahl in Liebesangelegenheiten jedoch problematisch. In der 10. Staffel stellt sich heraus, dass sie lesbisch ist.

### Sarah
Sarah ist Lucys beste Freundin und Mitbewohnerin. Sie unterstützt Lucy mit einem gemeinsamen Kosmetiksalon darin, die Miete für ihren Trailer aufzubringen. Ihr Verhältnis zu Ricky ist kompliziert, meistens redet sie schlecht über ihn und versucht, auch Lucy von ihrer Ansicht zu überzeugen. Eine Zeitlang ist sie jedoch sogar anstelle von Lucy mit Ricky zusammen.

### Cory und Trevor
Cory und Trevor, zwei recht dumme Teenager aus dem Park, sind die Handlanger der Jungs. Sie treten stets zusammen auf und verehren die Jungs wie Idole. Sie werden zeitweise wie Hunde dargestellt, etwa, wenn sie ihre Zungen zur Abkühlung aus dem fahrenden Auto strecken. Auch wenn sie ständig deren Anerkennung suchen, werden sie von den Hauptcharakteren nur als Bauernopfer gegenüber der Polizei benutzt. Zwischenzeitlich nimmt Sarah die beiden unter ihre Fittiche und versucht, sie vor Ricky und Julian zu schützen. Am Anfang der siebten Staffel erfährt man, dass sie infolge des psychischen und physischen Stresses, dem sie durch die Jungs ausgesetzt waren, in eine Irrenanstalt gekommen sind. In Staffel acht kehrt Cory zurück, Trevor bleibt verschwunden. Seine  Rolle als bester Freund von Cory tritt Jacob Collins an.

### J-Roc
J-Rocs richtiger Name ist Jamie (sein Nachname bleibt unerwähnt). Er lebt im Trailer seiner Mutter Linda. J-Roc ist sein Künstlername als Gangster-Rapper. Seine Beats und Songs sind gestohlen, was zu Verwicklungen führt. Auch seine anderen Beschäftigungen zusammen mit seiner Gang „The Roc Pile“ sind zwielichtig. So produziert er Low-Budget Pornofilme wie „From Russia with the Lovebone“ (im deutschen „Liebesknochen aus Moskau“), verkauft gestohlene Autos, Hifi-Equipment und Lebensmittel. In der festen Überzeugung, er sei dunkelhäutig, benützt er schwarzen Slang und Stil. Hierbei scheut er kein Klischee. So sagt er zum Beispiel am Ende jeden Satzes „You know what I’m sayin'?!“.

### Tyrone
Tyrone oder einfach „T“, wie er genannt werden möchte, ist der dunkelhäutige beste Freund von J-Roc. Zusammen führen sie „The Roc Pile“ an. Er unterstützt J-Roc im Aufbau seiner Rap-Karriere und fungiert als sein engster Berater. Zusammen hecken sie neue Geschäftsideen aus und setzen diese auch um. Er und J-Roc schwängern zeitgleich zwei Mädchen und wissen selber nicht genau, wer von ihnen der Vater welchen Kindes ist, was aber keinen der Beteiligten stört.

### Jacob
Jacob Collins ist der Sohn von Philadelphia „Phil“ Collins und der Freund von Rickys Tochter Trinity. Er ist anfangs oft der Verkäufer in Läden, die von Julian und Ricky ausgeraubt werden. Sonst hält er sich mit Mindestlohnjobs über Wasser. Jacob vergöttert Julian, was so weit geht, dass er dessen Äußeres nachahmt. Ab 8. Staffel wird er der Partner von Cory.  Mit Trinity hat er einen Sohn namens Moe.

## Darsteller
| Rolle                 | Staffeln (Hauptrolle) | Staffeln (Nebenrolle) | Schauspieler       |
| --------------------- | --------------------- | --------------------- | ------------------ |
| Julian                | 1–                    |                       | John Paul Tremblay |
| Ricky                 | 1–                    |                       | Robb Wells         |
| Bubbles               | 1–                    |                       | Mike Smith         |
| Jim Lahey             | 1–12                  |                       | John Dunsworth     |
| Randy                 | 1–                    |                       | Patrick Roach      |
| Lucy                  | 1–10                  |                       | Lucy DeCoutere     |
| Sarah                 | 1–                    |                       | Sarah E. Dunsworth |
| Tyrone                | 1–                    |                       | Tyrone Parsons     |
| J-Roc                 | 1–10                  |                       | Jonathan Torrens   |
| Trinity               | 1, 3–                 |                       | Jeanna Harrison    |
| Barbara Lahey         | 2–                    | 1                     | Shelley Thompson   |
| Ray                   | 1–7                   |                       | Barrie Dunn        |
| Cory                  | 1–6, 8–               |                       | Cory Bowles        |
| Trevor                | 1–6                   |                       | Michael Jackson    |
| Jacob Collins         | 7–                    | 1–5                   | Jacob Rolfe        |
| Detroit Velvet Smooth | 4–5                   | 3                     | Garry James        |
| Snoop Dogg            |                       | 10–                   | Snoop Dogg         |
| Phil Collins          | 7                     | 4-6                   | Richard Collins    |

## Auszeichnungen
- 2003 gewann Mike Smith als Viewers’s Choice for Favorite Comedian für die zweite Staffel einen Gemini Award. Es gab Nominierungen in zwei weiteren Kategorien.
- 2004 erhielt die Serie als Best Comedy Program or Series einen Gemini Award. Dazu gab es drei weitere Nominierungen.
- 2005 gewann der Ensemblecast einen Gemini Award, und Mike Clattenburg wurde für die Regie nominiert.

## Animationsserie
Am 31. März 2019 veröffentlichte Netflix die Zeichentrickserie Trailer Park Boys: The Animated Series, die ein Spin-off der Original-Fernsehserie ist. Die Serie hat ebenfalls eine deutsche Synchronisation erhalten.

## Adaptionen
East Side Games hat ein Mobile Game auf Basis der Serie veröffentlicht. Es handelt sich dabei um ein typisches Idle Spiel mit Story-Segmenten, die teilweise der Serie entspringen oder neu generiert wurden.